# Юкачёв, Николай Викторович
Николай Викторович Юкачёв (3 декабря 1956, пос. Ныртинского совхоза, Кукморский район, Татарская АССР, РСФСР, СССР — 3 октября 2009, Казань, Республика Татарстан, Российская Федерация) — советский и российский актёр татарского театра. Заслуженный артист Республики Татарстан (1996).

## Биография
Николай Викторович Юкачёв родился 3 декабря 1956 года в посёлке Ныртинского совхоза Кукморского района Татарской АССР. Мать Екатерина Юкачёва — удмуртка, отец Виктор Тарико — украинец. Рос в смешанной языковой среде, с детства знал татарский язык.
Окончив школу в родной деревне, в 1974 году приехал в Казань и поступил в Казанское театральное училище на курс М. Салимжанова, причём в татарскую группу, так как русской на тот момент ещё не было. После окончания первого курса прошёл военную службу, пробыл три года на флоте. По возвращении к учёбе был зачислен на второй курс, где познакомился с однокурсницей Р. Хафизовой, на которой в дальнейшем женился, приняв ислам. Из-за проблем со здоровьем долгое время она не могла забеременеть, но спустя некоторое время родила дочь Светлану, однако больше детей иметь не могла.
После окончания училища в 1981 году вместе с женой по направлению поступил в Альметьевский татарский государственный драматический театр, однако там их карьеры не сложились, и в 1983 году по приглашению Салимжанова чета Юкачёвых вернулась в Казань и вошла в состав труппы Татарского государственного академического театра имени Г. Камала. Поначалу играл вместе с женой парные роли. С возрастом перешёл к комическим образам. Прилагал большие усилия для творческой реализации своей жены, однако у него самого было меньше ролей. Также активно участвовал в зарубежных гастролях театра. В 1996 году получил звание заслуженного артиста Республики Татарстан.
Как талантливый артист, обладающий естественностью, искренностью и музыкальностью, быстро завоевал любовь зрителя. Известен как характерный актёр, обаятельный, умевший создавать жизненно достоверные и точные образы как в молодых, так и в возрастных ролях. Воспринимался как первый и единственный русский актёр в татарском театре, прекрасно владел татарским языком, на котором говорил иной раз лучше многих татар, и даже внешне был похож на татарина.
Среди значительных ролей — Хасан («Зульфия» К. Амирова), Закир («Несчастный юноша» Г. Камала), Егор («Конокрад»), Иван («Мы уходим, вы остаетесь»), Амур («Четыре жениха Диляфруз» Т. Миннуллина), Физат («Хасан — муж Ляйсан» Ю. Сафиуллина), Мельник («Три аршина земли» А. Гилязова), Ирек («Наследие» Г. Каюмова), Бичура («Бичура»), Мубарак («Казанские парни», «Вновь казанские парни»), Диоген («Баскетболист» М. Гилязова), Саматов («Волны подо льдом» А. Рахманкулова), Ильтабан («Рыжий насмешник и его черноволосая красавица» Н. Исанбета), Гумер («Развод по-татарски» Х. Вахита), Шаталов («Немая кукушка»), Заки («Летающая тарелка» З. Хакима), Мишка («Голубая шаль» К. Тинчурина), Гурий («Как звезды в небе» по М. Горькому), Белярдо («Учитель танцев» Л. де Вега), Кадыр («Врачеватель поневоле» Т. Жуженоглу).
Это очень трудно было — выбрать только один спектакль, только одну роль. Я и Заки своего из «Летающей тарелки» люблю, просто купаюсь в роли. И «Несчастного юношу», где у меня роль совершенно другого плана… Но так уж получилось, что удаются мне роли пьяниц. Зрители наверняка думают, что я и в жизни пьющий. Это не так. Я никогда не был пьющим, я был, как бы поточнее сформулировать, срывающимся… Но уже двенадцать лет исполнилось, как бросил пить. И одиннадцать месяцев, как курить перестал. Очень доволен! Жалею даже сейчас, что тратил время на вредные привычки. Лучше бы английский язык учил — знаете, как некомфортно мне было «без языка» на гастролях Камаловского театра в Лондоне?…Николай Юкачёв, 2007 год.
Николай Викторович Юкачёв скончался 3 октября 2009 года в Казани в возрасте 52 лет после тяжёлой болезни. В 2005 году перенёс инфаркт и операцию аортокоронарного шунтирования, а незадолго до смерти планировал обратиться в хоспис, врачи давали всего два-три месяца жизни. В браке с женой прожил 29 лет, имел дачу в Студенцах, сам построил дом и баню, увлекался огородничеством. Похоронен был рядом с матерью на кладбище в родном посёлке.

## Награды
- Почётное звание «Заслуженный артист Республики Татарстан» (1996 год)[19][15].